# New Girl/Staffel 6
Die sechste Staffel der US-amerikanischen Sitcom New Girl feierte ihre Premiere am 20. Januar 2016 auf dem Sender Fox. Die deutschsprachige Erstausstrahlung wurde vom 25. Januar bis 10. Mai 2018 auf dem deutschen Free-TV-Sender sixx gesendet.

## Darsteller
| Figur                                 | Darsteller       | Deutscher Sprecher |
| ------------------------------------- | ---------------- | ------------------ |
| Jessica „Jess“ Day                    | Zooey Deschanel  | Anja Stadlober     |
| Nicholas „Nick“ Miller                | Jake Johnson     | Tim Knauer         |
| Schmidt                               | Max Greenfield   | Robin Kahnmeyer    |
| Cecilia „Cece“ Schmidt (ehem. Parekh) | Hannah Simone    | Susanne Geier      |
| Winston Bishop                        | Lamorne Morris   | Tobias Nath        |
| Nebendarsteller                       |                  |                    |
| Aly Nelson                            | Nasim Pedrad     | Angela Ringer      |
| Robby                                 | Nelson Franklin  | Matti Klemm        |
| Kim                                   | Gillian Vigman   | Svantje Wascher    |
| Principal Foster                      | Curtis Armstrong | Gerald Schaale     |
| Reagan                                | Megan Fox        | Luise Helm         |
| Outside Dave                          | Steve Agee       | Werner Böhnke      |
| Nadia                                 | Rebecca Reid     | Juliana Cukier     |
| Bob Day                               | Rob Reiner       | Roland Hemmo       |

## Episoden
| Nr. (ges.) | Nr. (St.) | Deutscher Titel           | Originaltitel         | Erstausstrahlung USA | Deutschsprachige Erstausstrahlung (D) | Regie             | Drehbuch                        | Quoten (USA) |
| --- | --------- | ------------------------- | --------------------- | -------------------- | ------------------------------------- | ----------------- | ------------------------------- | ------------ |
| 117 | 1         | Wir kaufen ein Haus       | House Hunt            | 20. Sep. 2016        | 25. Jan. 2018                         | Zooey Deschanel   | Luv Rakhe                       | 2,31 Mio.    |
| Jess hat sich eigenartige Hobbys zugelegt, seitdem sie festgestellt hat, dass sie immer noch Gefühle für Nick hat, der noch immer mit Reagan in New Orleans weilt. Unter anderem versucht sie Schmidt und Cece bei der Suche nach einem Haus zu unterstützen. Dies wäre zwar die Aufgabe von Alys Schwester Leslie, aber sie ist damit überfordert. Eigentlich darf sie es nur machen, weil Winston Aly versprochen hat, auf sie aufzupassen, während sie in der Weiterbildung ist. Schmidt und Cece wollen die Hilfe von Leslie nicht mehr, aber Winston will ihr nicht sagen, dass sie es nicht kann, so lässt er sie ein Haus für ihn suchen, obwohl er gar keines braucht. Nick ist zurück aus New Orleans und trifft im Loft auf Jess. Ihr ist unwohl dabei, und sie versucht, sich so schnell wie möglich aus dem Staub zu machen, indem sie vorgibt, eine Verabredung zu haben. Cece und Schmidt haben in der Zwischenzeit etwas gefunden, was ihnen zusagen würde, aber es übersteigt ihren Kredit bei der Bank bei weitem. Schmidt will deshalb den Kreditrahmen erhöhen. Dazu braucht Schmidt die Unterstützung von Nick, weil er die Bar als Garantie braucht. Jess ist auch in die Bank gegangen, weil sie Cece unterstützen möchte, muss sich dann aber verstecken, als Nick auftaucht. Schließlich bekommen Cece und Schmidt das Geld und kaufen sich davon trotzdem ein günstigeres Haus, weil es ihnen besser gefällt und komplett renoviert werden muss. |           |                           |                       |                      |                                       |                   |                                 |              |
| 118 | 2         | Die Schnapslady           | Hubbedy Bubby         | 27. Sep. 2016        | 25. Jan. 2018                         | Steve Welch       | Sarah Tapscott                  | 2,03 Mio.    |
| Jess will zusammen mit Cece Hillary Clinton in ihrem Wahlkampf unterstützen. Schmidt bekommt das mit und behauptet, dass sie keine fünf neuen Wähler für sie finden werden. Wenn sie es trotzdem schaffen sollten würde er auch für sie stimmen. Nachdem sie bei verschiedenen Leuten abgeblitzt sind versuchen sie es im Studentenwohnheim. Zuerst wollen die Frauen auch nichts von ihnen wissen, aber als sie mit Alkohol zurückkommen, sind sie plötzlich willkommen. So kommen sie schnell zu ihren Unterschriften, bis sie feststellen, dass alle mit Fantasienamen unterschrieben haben. Zudem müssen sie erfahren, dass sie Trump unterstützen, weil ihnen die Mode seiner Tochter Ivanka gefällt. Nick hat Probleme, sich seine Fernbeziehung zu Reagan positiv zu gestalten. Winston rät ihm deshalb, er solle häufiger mit ihr telefonieren, aber er ist gehemmt und bringt kein Wort heraus. So zeigt ihm Winston seinen geheimen Raum, wo er mit Aly über Video spricht und Telefonsex hat. Nick will es nun auch versuchen, aber bevor er Reagan anrufen kann, ist Aly in der Leitung und sieht ihn nackt. Nun ist er noch mehr verunsichert, doch Winston weiß, wie er ihn wieder aufbauen kann, damit es schließlich doch noch klappt. |           |                           |                       |                      |                                       |                   |                                 |              |
| 119 | 3         | Single und selbstbestimmt | Single and Sufficient | 4. Okt. 2016         | 1. Feb. 2018                          | Michael Schultz   | Kim Rosenstock & Joe Wengert    | 2,03 Mio.    |
| Schmidt und Cece wollen zum Glamping, sie laden Jess dazu ein. Sie erwähnt, dass sie nun einer Single-Gruppe angehört und sie alle ebenfalls dazu eingeladen hat. Die Gruppe wird von Robby – einer alten Liebe von Cece – geleitet. Cece und Schmidt erkennen bald, dass sich zwischen Jess und Robby etwas anbahnt, obwohl dies gegen die Regeln der Gruppe verstoßen würde. Aber den beiden scheint dies egal zu sein. Aly ist zurück von ihrer Ausbildung und muss zusammen mit Winston die Zeit nachholen, die sie getrennt waren, was in sehr viel Sex mündet. Doch bald stellen sie fest, dass weniger mehr ist. Währenddessen fragt Nick Schmidt, ob er noch Anmerkungen zu seinem Buch hat, doch er verneint. Dies stürzt Nick in eine Krise, weil er die Aussage von Schmidt ständig hinterfragt. Es geht soweit, dass er einen Schreibstau hat. |           |                           |                       |                      |                                       |                   |                                 |              |
| 120 | 4         | Verdammtes New York       | Homecoming            | 11. Okt. 2016        | 1. Feb. 2018                          | Trent O’Donnell   | Matt Fusfeld & Alex Cuthbertson | 1,95 Mio.    |
| Nick, Winston und Jess begleiten Cece und Schmidt nach New York, weil Schmidt von seiner Schule ausgezeichnet werden soll. Da Jess schlechte Erfahrungen mit New York gemacht hat, will sie eigentlich nicht rausgehen. Aber Schmidt geht es schlecht und er wünscht sich Suppe aus einem Spezialitätenladen. So lässt sie sich überreden, mit dem Wagen von Schmidts Mutter dorthin zu fahren. Auf dem Rückweg wird sie von einem Polizisten angehalten, der den Wagen für eine Verfolgungsjagd benötigt. Dabei baut er einen Unfall und Jess landet deswegen auf dem Polizeirevier. Nick und Winston haben zusammen in einem edlen Restaurant diniert und wollen sich auf den Weg zu Schmidt machen, als sie in der U-Bahn Station einem Bettler der Musik macht, ihr letztes Kleingeld geben. Erst danach merken sie, dass sie das Geld noch für ihre Tickets für die U-Bahn benötigt hätten. So beginnen sie selbst zu musizieren, um an Geld zu kommen. Diese Episode ist ein Crossover mit der Folge Wie’s aussieht, sind wir die „Nacht-Boys“ der Serie Brooklyn Nine-Nine. |           |                           |                       |                      |                                       |                   |                                 |              |
| 121 | 5         | Das Pornohaus             | Jaipur Aviv           | 18. Okt. 2016        | 8. Feb. 2018                          | Erin O’Malley     | Berkley Johnson                 | 1,81 Mio.    |
| Cece und Schmidt sind an der Renovation ihres neuen Hauses. Sie streiten sich über Details, weil Cece auch mitreden will, obwohl Schmidt ihr keinen Geschmack attestiert. Winston hat den Eindruck, er kenne das Wohnzimmer mit dem Kamin aus einem Sexfilm und erzählt es Nick. Die Sichtung des Filmes ergibt dann aber das Resultat, dass das Haus im Film in Seattle stand. Daneben diskutiert die Gruppe über einen neuen Bewohner für das Loft, wenn Cece und Schmidt ausziehen. Nick schlägt Reagan vor, braucht dafür aber die Zustimmung von allen. Leider hat es bei jeder Abstimmung Nein-Stimmen, sodass Jess versucht, die vermeintlichen Nein-Stimmer umzustimmen. Doch auch bei der letzten Abstimmung fehlt eine Stimme. |           |                           |                       |                      |                                       |                   |                                 |              |
| 122 | 6         | Schöne Männer             | Ready                 | 15. Nov. 2016        | 8. Feb. 2018                          | Trent O’Donnell   | Noah Garfinkel                  | 1,93 Mio.    |
| Jess ist über ihre Beziehung mit Sam hinweg und wieder bereit für neue Dates. Dazu begibt sie sich mit Schmidt ins Fitnessstudio, weil der meint, er habe zugenommen. Robby trainiert auch dort und Jess geht mit ihm essen. Sie fährt aber immer noch die Kollegenschiene mit ihm, obwohl sie Gefühle entwickelt hat. Am nächsten Tag will sie nicht mehr hingehen, weil sie sich schämt, aber Schmidt motiviert sie, ihre Gefühle Robby zu zeigen. Als sie ihn dann auf der Hantelbank küsst, lässt Robby die gestemmte Hantelstange auf sie fallen. Während Jess glimpflich davon kommt, erwischt es Robby schwerer. Im Krankenhaus gesteht sie Schmidt, dass der Kuss bei ihr nichts ausgelöst hat, sie sich nun aber trotzdem um den verletzten Robby kümmern muss, da sie sich schuldig fühlt. Als sie Robby beichten will, dass es nichts wird, setzt sie sich versehentlich auf sein bereits verletztes Knie. Nick befördert Cece zur Managerin der Bar, weil er sich mehr Zeit zum Schreiben seines Buches nehmen will. Cece stellt einen neuen Barman ein, der aber Nick nicht gefällt. Sie versucht Nick zu erklären, dass Donovan dank seines Aussehens mehr junge Frauen anlocken soll. Donovan arbeitet nebenher noch als Model und als Ceces Fotograf ihm einen schlechten Vertrag anbietet, verhilft sie Donovan zu besseren Konditionen. Nick ermutigt sie, statt Managerin in der Bar Managerin für Models zu sein. Winston kämpft dagegen mit dem Problem, dass ihm Frauen ständig eindeutige Angebote machen, Nick muss ihm erklären, dass dies daran liegt, dass er nun vergeben ist und die auch ausstrahlt. Das macht Männer attraktiver für Frauen.               |           |                           |                       |                      |                                       |                   |                                 |              |
| 123 | 7         | Truthahn mit Wumms        | Last Thanksgiving     | 22. Nov. 2016        | 15. Feb. 2018                         | Trent O’Donnell   | Joni Lefkowitz                  | 1,75 Mio.    |
| Im Loft wollen sie gemeinsam Thanksgiving feiern, Schmidt hat seinen Vater Gavin eingeladen und Nick erwartet Reagan. Jess ist froh, dass Robby verreist ist, sie hat ihm noch immer nicht gesagt, dass sie keine Gefühle für ihn empfindet. Doch es kommt alles anders, Gavins Freundin hat Schluss gemacht, Reagan muss absagen, weil ihr Chef sie nach Omaha geschickt hat, dafür taucht Robby auf, weil er nicht fliegen durfte. Schmidt versucht, das Fest zu retten, indem er die Ex-Freundin seines Vaters besucht, dabei muss er erfahren, dass sie mit ihm Schluss gemacht hat, weil er nebenher fünf andere Frauen hat. Als er ins Loft zurückkehrt, muss er erfahren, dass sein Vater wieder mit Jess anbandeln wollte, worauf er noch mehr enttäuscht ist. Robby hält derweil eine flammende Rede für Jess, um Gavin zu zeigen, dass er sie gar nicht kennt. Dabei merkt Jess, dass da doch Gefühle für Robby vorhanden sind. Sie verabredet sich schließlich auf ein Date mit ihm und nach allen Turbulenzen können alle zusammen noch Thanksgiving feiern. |           |                           |                       |                      |                                       |                   |                                 |              |
| 124 | 8         | James Wonder              | James Wonder          | 29. Nov. 2016        | 15. Feb. 2018                         | Trent O’Donnell   | Ethan Sandler & Adrian Wenner   | 1,81 Mio.    |
| Jess hat die Möglichkeit Direktorin an ihrer Schule zu werden. Dafür braucht sie aber die Zustimmung des Elternbeirates. Da vor allem der Vater Ed Stark aber Probleme mit ihr hat, bietet Winston an, ihr zu helfen, Jess will, dies aber nicht. Trotzdem taucht er an der Schule mit seiner Undercover-Identität James Wonder auf, um Stimmung für sie zu machen. Dabei verliebt sich die jetzige Direktorin Genevieve in ihn. Dies bringt Winston durcheinander. Als Jess merkt, dass es ohne Winstons Hilfe nicht geht, bittet sie ihn sich mit Ed und Genevieve zu treffen und sie belauscht das Gespräch. Dabei erfährt sie, wieso Ed sie nicht will. Sie platzt in das Gespräch und macht deshalb Ed Versprechungen, damit er für sie ist. Aber die helfen den Kindern nicht, also macht sie den Eltern an der Versammlung klar, dass es um die Kinder und nicht um die Wünsche der Eltern geht. Nick hat Schmidt und Cece noch kein Geschenk zur Hochzeit gemacht. Den Mixer von der Wunschliste hat er zwar gekauft, aber dann selbst gebraucht. Er verzieht sich deshalb in die Bar und betrinkt sich. Cece empfiehlt ihm, die Augen zu schließen und an das Geschenk zu denken. Das erste was ihm einfällt soll er dann schenken. So lässt sich Nick eine Tätowierung mit Schmidt und Cece auf die Wade stechen, was beide völlig daneben finden. |           |                           |                       |                      |                                       |                   |                                 |              |
| 125 | 9         | Draht zum Volk            | Es Good               | 6. Dez. 2016         | 22. Feb. 2018                         | Trent O’Donnell   | Rob Rosell                      | 1,73 Mio.    |
| Robby und Jess wollen ihre Beziehung langsam angehen lassen. Robby schließt daraus, dass er sich auch mit anderen Frauen treffen kann. Jess stellt dabei fest, dass sie eifersüchtig wird. Sie lernt auf der Baustelle von Schmidt zufällig den Arbeiter Stavros kennen und verabredet sich mit ihm. Dabei hat sie vergessen, dass sie am gleichen Abend mit Robby verabredet wäre. Aber für Robby ist das kein Problem, da er auch ein Date mit Babs hat. So treffen sich die beiden Paare zu einem Doppeldate. Dabei merkt auch Robby, dass er nicht will, dass Jess sich mit anderen Männern trifft. Schmidt lädt die Gruppe auf die Baustelle seines neuen Hauses ein, weil er meint, die Küche sei fertig. Aber die Arbeiter sind noch lange nicht so weit. Er will sich mit dem Bauleiter anlegen, aber Nick zeigt ihm, wie man mit solchen Leuten umgehen muss, damit es vorwärts geht. So beginnt Schmidt Nick zu imitieren, gibt sich damit aber der Lächerlichkeit preis. Schlussendlich endet alles im Chaos und Schmidt verdächtigt unberechtigterweise den Bauleiter, dass er Material von der Baustelle gestohlen hat. |           |                           |                       |                      |                                       |                   |                                 |              |
| 126 | 10        | Das beste Geschenk        | Christmas Eve Eve     | 13. Dez. 2016        | 22. Feb. 2018                         | Trent O’Donnell   | Sophia Lear                     | 1,62 Mio.    |
| Eigentlich will niemand außer Jess im Loft Weihnachten feiern, da es regelmäßig zu Katastrophen führte. Aber sie willigen dann doch noch ein und jeder muss für jemand anders ein Geschenk besorgen. Da Nick die tolle Sonnenbrille, die Jess ihm schenken wollte, bereits selbst gekauft hat, muss sie sich etwas anderes einfallen lassen. Also ruft sie Reagan in Seattle an um sie als Überraschung für Nick einzufliegen. Nick hat sich derweil in die Bar verzogen, weil er noch die Buchhaltung machen muss, aber er kommt nicht dazu, weil es mehr Gäste hat, als er annahm. So helfen Cece und Jess ihm aus, damit er mit seiner Arbeit fertig wird. Dabei kommt ihm die Idee, er könnte nach Seattle fliegen und Reagan überraschen, Jess ist natürlich nicht erfreut darüber und muss ihm gezwungenermaßen ihr Geschenk verraten. Winston hat sein Geschenk für Cece online bestellt und erwartet das Paket. Aber Schmidt hat den Empfang bereits verweigert, weil Winston wieder einmal einen seiner Fantasienamen als Empfänger angegeben hat. Da die Kurierin das Paket nicht mehr herausrücken will, muss er wohl oder übel in einen Laden gehen, um das Geschenk nochmals zu kaufen, aber dort ist es ihm zu teuer. Als sie am Abend die Geschenke verteilen, stellt sich heraus, dass Jess ihren Namen auf den Losen vergessen hat, dafür Winston zweimal darauf geschrieben hat. So bereitet ihr die ganze Gruppe spontan eine spezielle Überraschung. |           |                           |                       |                      |                                       |                   |                                 |              |
| 127 | 11        | Alles Geschmackssache     | Raisin’s Back         | 3. Jan. 2017         | 1. März 2018                          | Dana Fox          | Eliot Glazer                    | 2,48 Mio.    |
| Reagan zieht bei Nick im Loft ein. Er gerät dadurch in Panik, weil er Angst hat sie zu stark einzuvernehmen. Deshalb will er nicht, dass aufgeräumt ist und flunkert nach ihrer Ankunft, dass er am Abend in der Bar arbeiten muss. So geht Jess mit Reagan in den Ausgang und sie feiern einen Mädelsabend. Am nächsten Morgen kann sich Jess an nichts mehr erinnern. Cece probiert ihr zu helfen und schafft es auch, dabei verrät Jess ein Geheimnis über Reagan: sie hat eine weitere Wohnung gemietet. Weil Winston in der Bar die Jukebox zerstört hat will Schmidt nun für die Musik sorgen. Aber dabei gerät er mit Cece und Winston in einen Streit darüber, wer den besseren Musikgeschmack hat. Er liebt elektronische Tanzmusik und Winston und Cece wollen ihm beweisen, dass er den Unterschied zwischen einem selbst gemachten Song und seiner Musik nicht erkennt. Dafür sampelt Winston Klangfetzen aus dem Loft zusammen, wobei er auch eine Aussage von Jess über die Wohnung von Reagan aufnimmt. Zufällig hört Nick dies und stellt Jess zur Rede. Sie merkt, dass sie zwischen die Fronten von Reagan und Nick gerät und versucht zu schlichten. Dabei verplappert sie sich und gibt die Flunkerei von Nick preis. Es stellt sich heraus, dass sowohl Nick als auch Reagan einfach Angst davor hatten, dass es mit ihrer Beziehung nicht klappen könnte. Schmidt erkennt den Sample von Cece und Winston nicht, er meint, der Song sei von Avicii. |           |                           |                       |                      |                                       |                   |                                 |              |
| 128 | 12        | Von Ex zu Ex              | The Cubicle           | 10. Jan. 2017        | 1. März 2018                          | Jay Chandrasekhar | Kim Rosenstock                  | 2,48 Mio.    |
| Da Cece nun mit Donovan ihr erstes Model managt, braucht sie auch ein Büro. So richten ihre Mitbewohner ein Teil des Esstisches im Loft als abgetrenntes Büro ein. Doch der Start steht unter keinem guten Stern: als Donovan für ein Shooting auf Winstons Polizeistation ist, entscheidet er sich, Polizist zu werden. Schmidt hat aber bei seiner Chefin durchgesetzt, dass Donovan das nächste Model für ihre Werbekampagne ist. Jess will die Rechnung von Robbys Krankenhausaufenthalt bezahlen. Sie wundert sich, dass der Betrag so niedrig ist, bis sie herausfindet, dass Robby ihr nur eine kleine Rechnung gegeben hat, weil sie den Gesamtbetrag gar nie selbst bezahlen könnte. Nick findet heraus, dass Reagan sein Buch bisher gar nicht gelesen hat. Also gibt er ihr ein Exemplar und sie tut ihm den Gefallen, es zu lesen, obwohl sie gar nicht gerne Romane liest. Prompt schläft sie dabei ein. |           |                           |                       |                      |                                       |                   |                                 |              |
| 129 | 13        | Männermodels              | Cece’s Boys           | 17. Jan. 2017        | 15. März 2018                         | Trent O’Donnell   | Joe Wengert                     | 2,37 Mio.    |
| Cece hat ein Problem: das Geschäft mit den Models läuft nicht schlecht, aber sie hat außer Donovan alle Models an größere Agenturen verloren. Genau jetzt sollte sie einem Kunden mehrere Kandidaten präsentieren. Jess und Reagan gehen deshalb für sie auf die Suche nach neuen Gesichtern. Dabei haben sie aber unterschiedliche Ansichten darüber, wer sich als Model eignet. Während sich Reagan auf die äußeren Werte konzentriert, sieht Jess eher auf das Spezielle. Schmidt ist erstaunt, als er von Nick und Winston erfährt, dass Coach umgezogen ist und er nichts davon erfahren hat. Nun macht er sich Sorgen, dass er und Cece auch schnell in Vergessenheit geraten, wenn sie aus dem Loft ausziehen. So sucht er nach etwas, das er mit Nick und Winston regelmäßig gemeinsam unternehmen kann. Er findet die Idee eines Wellness-Tages gut und lädt die beiden in ein Spa ein. Jedoch verläuft der Tag nicht so wie geplant, im Paket das er gebucht hat, ist auch ein Intim-Waxing inbegriffen, was Nick und Winston kategorisch ablehnen. |           |                           |                       |                      |                                       |                   |                                 |              |
| 130 | 14        | Überraschungen            | The Hike              | 24. Jan. 2017        | 22. März 2018                         | Josh Greenbaum    | Sarah Tapscott                  | 2,35 Mio.    |
| Jess und Robby haben herausgefunden, dass sie viele gemeinsame Hobbys haben, auch das Wandern. So beschließen sie, am nächsten Tag eine Tour zu unternehmen. Aber als sie spontan die Route ändern um einen Wasserfall zu sehen, verlaufen sie sich. Ungeschickterweise steht Jess dann noch auf Robbys Brille. Da er nun fast nichts mehr sieht, rempelt er Jess an, die stürzt und sich den Fuß verstaucht. Als dann auch noch ein Gewitter aufkommt und sie in einer Höhle Schutz suchen, ist der Tag komplett versaut. Um die Zeit totzuschlagen beginnen sie über ihre Vergangenheit zu reden, dabei finden sie heraus, dass sie Cousins dritten Grades sind. Dies verunmöglicht vor allem für Jess die Weiterführung der Beziehung. Aly kehrt aus Quantico zurück und Winston will eine Party für sie organisieren, die ein Familientreffen werden soll. Schmidt und Cece stellen ihr Haus zur Verfügung, weil sie finden, das Loft sei nicht geeignet. Aber als die ersten Gäste eintreffen erschrecken sie ziemlich, denn mit so vielen Leuten haben sie nicht gerechnet. Sie machen sich Sorgen um das Essen, das neue Geschirr und den allgemeinen Zustand des Hauses. Winston hat aber ein ganz anderes Problem, denn Aly ist gar nicht erfreut über seine Idee, weil sie keinen guten Draht zu ihrer Verwandtschaft hat. Prompt beginnt sie mit ihrer Schwester zu streiten und alles versinkt im Chaos. Bis Winston ihr erklärt, dass er sie genau deswegen liebt, weil sie so eine Verrückte ist, wie er auch. |           |                           |                       |                      |                                       |                   |                                 |              |
| 131 | 15        | 21 Phasen                 | Glue                  | 7. Feb. 2017         | 29. März 2018                         | Trent O’Donnell   | Marquita J. Robinson            | 2,23 Mio.    |
| Winston bittet Schmidt und Cece um einen Gefallen, sie sollen Aly ablenken, während er ein Picknick vorbereitet, wo er ihr einen Heiratsantrag machen will. Sie treffen sich in der Bar um die letzten Details zu besprechen, aber als Aly auftaucht ist noch nicht alles geklärt. So kommt es, dass Schmidt und Cece improvisieren müssen, was natürlich nicht gut kommt. Zuerst soll Aly ihnen helfen, die Wohnung zu streichen, da sie sich aber nicht so geschickt anstellt und Schmidt deswegen eine Krise bekommt, erfinden sie Eheprobleme. Doch Aly merkt schnell, dass da Winston dahintersteckt. Als sie sie dann endlich nach Malibu zum Picknick bringen dürfen und gespannt auf den Antrag von Winston warten, stellt sich heraus, dass dies erst der erste von einundzwanzig Schritten zum Antrag war. Nick hat von seinem Verleger eine Absage bekommen, er will die „Pepperwood-Chroniken“ nicht herausbringen. Er ist deshalb ziemlich niedergeschlagen. Aber Reagan organisiert eine Lesung in einer Buchhandlung für ihn, wo dann gleich Bücher verkauft werden können. Nur hat Nick noch kein einziges fertig gebundenes Exemplar. So springt Jess in die Bresche und bindet ihm ein Exemplar. Da Nick danach der Leim ausgeht, schickt er Reagan los, um neuen Leim zu kaufen. Jess hat aber noch Spezialkleber und holt ihn. Als Reagan zurückkommt, sind Nick und Jess ‚high‘ von den Dämpfen des Leims. Nick meint, er könne die Lesung problemlos abhalten, aber als er dann vor dem Publikum in der Buchhandlung steht, versagen ihm die Nerven. Jess gibt Reagan dann einen Tipp, wie sie Nick dazu bringen kann, trotzdem vorzulesen.                         |           |                           |                       |                      |                                       |                   |                                 |              |
| 132 | 16        | Operation Rotluchs        | Operation: Bobcat     | 14. Feb. 2017        | 5. Apr. 2018                          | Steve Welch       | Lamar Woods                     | 2,13 Mio.    |
| Es ist Valentinstag und Jess tut so, als ob sie nicht traurig und alleine wäre. Schmidt hat eigentlich keine Zeit für Cece, weil wichtige Entscheidungen bei seiner Arbeit anstehen. Dabei hätten sie auch ihr „Bumsiläum“ zu feiern. Also überrascht Cece Schmidt im Büro, doch das Schäferstündchen auf dem Dach läuft schief, weil ihre Kleider weggewindet werden. Da brauchen sie die Hilfe von Nick. Jess motiviert Winston, den Valentinstag mit Aly zu feiern, doch er will eigentlich nicht, weil es ihr nichts sagt. Als er dann doch bei ihr ist, fragt sie ihn spontan, ob er sie nicht heiraten wolle. Das bringt Winston so durcheinander, dass er nein sagt. Er ist schließlich erst beim sechsten von seinen einundzwanzig Schritten. Währenddessen hockt Jess im Loft und lässt sich von Gordon Ramsay bekochen, da sie ein Gourmetmenu gewonnen hat. Er wundert sich noch darüber, dass sie allein ist, als Winston sie um Hilfe bittet. Er muss schnellstmöglich eine Lösung finden, um Aly noch heute einen Antrag zu machen. Also bereitet Jess alles vor, damit die Überraschung gelingt. |           |                           |                       |                      |                                       |                   |                                 |              |
| 133 | 17        | Zaubertinte               | Rumspringa            | 21. Feb. 2017        | 12. Apr. 2018                         | Josh Greenbaum    | Sophia Lear & Noah Garfinkel    | 2,25 Mio.    |
| Jess und Schmidt steht ein großer Tag bevor, beide werden eine neue Position in ihrer Arbeit beginnen, Jess als Schuldirektorin, was sie sich schon immer gewünscht hatte. Aber Nick stellt fest, dass Jess deswegen total nervös und gestresst ist, so gehen er und Schmidt mit Jess nach Solvang, ein Ort, in dem es einen historischen dänischen Markt gibt. Die Ablenkung gelingt, auch dank der Tatsache, dass es viel Aquavit zu trinken hat. Aber als der Markt schließt und sie noch nicht gehen wollen, verstecken sie sich im Keller, wo der Aquavit gelagert wird. Als aber die Türe hinter ihnen zufällt merken sie erst, dass sie von innen nicht geöffnet werden kann. Erst am Morgen gelingt es Schmidt, die Türe mit einem Draht zu öffnen und Jess und er völlig übermüdet ihre neue Stelle antreten. Nachdem Winston Aly den Heiratsantrag gemacht hat gibt es für ihn noch ein kleines Problem zu lösen. Seit einem Streich von Rhonda ist er mit ihr verheiratet und sie sollte noch die Scheidungspapiere unterschreiben. Doch Rhonda spielt lieber weiter ihre Streiche, zunächst mit einem Baby, von dem sie behauptet, dass es das Kind von Winston ist, dann indem sie die Papiere mit Zaubertinte unterschreibt. Sie lässt sich dann erst dazu bewegen, richtig zu unterschreiben, wenn ihr Winston, Aly und Cece bei einem Streich helfen. Aly mag solche Sachen eigentlich nicht, macht aber wegen Winston mit. Schlussendlich schafft sie es sogar, einen Streich im Streich zu spielen und Rhonda reinzulegen. |           |                           |                       |                      |                                       |                   |                                 |              |
| 134 | 18        | Autoritätspersonen        | Young Adult           | 28. Feb. 2017        | 19. Apr. 2018                         | Jay Chandrasekhar | Jason Daugherty                 | 2,09 Mio.    |
| Seitdem Jess Schuldirektorin ist, hat sie keinen guten Draht mehr zu ihren Schülern. Bis sie eines Tages feststellt, dass sie die „Pepperwood-Chroniken“ von Nick lesen. Also lädt sie ihn an die Schule ein um mit den Schülern über das Buch zu sprechen. Dabei erwähnt Nick beiläufig, dass er mit Jess zusammen wohnt. Von diesem Moment an haben die Schüler plötzlich keinen Respekt mehr und finden sie nur noch cool. Es braucht die Intervention von Nick, damit sie wieder genügend Distanz gewinnen und sich bei Jess entschuldigen. Schmidt darf einen Assistenten anstellen, seine Wahl fällt auf Jeremy. Bald merkt er, dass Jeremy ihm immer einen Schritt voraus ist und alle Sachen schon erledigt hat. Zunächst gefällt es ihm, bald beginnt er sich zu langweilen und dann fühlt er sich von ihm zu sehr bedrängt. Dabei merkt er, dass Jeremy nichts anderes macht wie er, als er jung war, arbeiten bis zum Umfallen um weiter zu kommen. Winston will Cece beim Packen helfen, als sie auf dem Flur seine Katze Furguson finden. Doch dann kommt noch die Nachbarin Gil dazu und behauptet, dies sei ihre Katze Sweatshirt. Ein Streit um die Besitzrechte entbrennt und schließlich liegt es an Furguson, in einem Wettbewerb zu zeigen, wem er gehört, indem er in eine Richtung geht. Winston gewinnt, doch er kann sich nicht richtig darüber freuen, weil er merkt, dass Furguson nun an beiden Orten zu Hause war. Also schickt er ihn zurück zu Gil. |           |                           |                       |                      |                                       |                   |                                 |              |
| 135 | 19        | Socalyalcon VI            | Socalyalcon VI        | 14. März 2017        | 26. Apr. 2018                         | Trent O’Donnell   | Berkley Johnson                 | 1,79 Mio.    |
| Schmidt und Cece sind nun ganz in ihr neues Haus eingezogen, doch schon kommen die ersten Probleme auf sie zu. Ständig kommt jemand durch eine Türe oder ein Fenster in ihr Haus. Sie versuchen zwar alle zu verschließen, aber irgendwie vergessen sie immer wieder eine Öffnung. Bis sich Schmidt eine automatische Schließanlage installiert und das Passwort vergisst. Doch er kommt selbst auch wieder ins Haus: durch den Kamin. Jess hilft Nick bei den Vorbereitungen zu einer Buchmesse. Cece findet, dass Jess sich wie seine Freundin um ihn kümmert und das eigentlich Reagans Job wäre. Als dann Reagan und Nick sie noch an die Messe einladen, läuft sie davon. Beim Sex auf der Kommode haben Winston und Aly sie kaputt gemacht. Aber das ist kein Problem, weil Aly noch Möbel in einem Lagerraum eingestellt hat. Doch da sind nicht nur normale Sachen gelagert, sondern auch viele schräge Dinge aus ihrer Zeit in Japan. Zunächst schämt sich Aly dafür bis sie merkt, dass Winston auch Gefallen an den Sachen findet. |           |                           |                       |                      |                                       |                   |                                 |              |
| 136 | 20        | Flucht nach Portland      | Misery                | 21. März 2017        | 3. Mai 2018                           | Erin O’Malley     | Luvh Rakhe                      | 1,98 Mio.    |
| Jess ist zu ihrem Vater nach Portland geflüchtet, weil sie mit ihren Gefühlen zu Nick nicht klarkommt. Als er sich die Bowlingkugel auf den Fuß fallen lässt, hat Jess endliche eine Aufgabe: sie kann sich um ihren Vater kümmern. Doch der merkt bald, dass dies nicht der Grund ihres Besuches ist. Nick besucht mit Reagan eine Veranstaltung ihrer Firma. Dort erfährt er zufällig, dass sie für eine Beförderung vorgeschlagen ist. Er findet es schlecht, dass Reagan mit ihm nicht über solche Dinge spricht, für sie ist das aber ok. So beginnt er sich zu hinterfragen, ob sie wirklich zueinander passen. Reagan will ihm zuliebe die Beförderung ablehnen, aber als Nick sie fragt, ob sie sie annehmen würde, wenn sie nicht zusammen wären, bejaht sie. Winston erwartet Besuch von seiner Mutter. Doch zunächst muss er Aly gestehen, dass sie nichts von seinem Beruf als Polizist weiß, sondern meint, er sei Sportmoderator. Er bittet Aly mitzuspielen und sich als seine Redakteurin beim Sender auszugeben. Doch Aly findet bald einen Draht zu seiner Mutter und sagt ihr die Wahrheit. Da bleibt Winston nichts anderes übrig, als ebenfalls zu gestehen. Seine Mutter regt sich sehr darüber auf, aber bald findet Winston heraus, wieso. Sein Vater war auch Polizist. |           |                           |                       |                      |                                       |                   |                                 |              |
| 137 | 21        | San Diego                 | San Diego             | 28. März 2017        | 10. Mai 2018                          | Trent O’Donnell   | David Feeney & Rob Rosell       | 2,16 Mio.    |
| Nick will mit Reagan Schluss machen, weiß aber nicht wie. Also will er Rat bei Aly holen, doch sie hat kein Gehör für ihn, weil sie dringend Schlaf braucht. Da er sich nicht richtig ausdrücken kann, lädt er Reagan zu einem Ausflug nach San Diego ein. Doch in Anaheim steigt er aus dem Zug, lässt sie zurück und flüchtet nach Hause. Als Reagan dann auch wieder aus San Diego zurück ist, findet er endlich die richtigen Worte. Schmidt hat ein Problem, er will eine Stiftung gründen, aber sein Name wird bereits von jemand anderem genutzt. So erinnert er sich seines Vornamens und will den nutzen, da gibt es nur ein kleines Problem: er heißt auch Winston wie Winston Bishop. Jess ist immer noch bei ihrem Vater in Portland. Um sie aus ihrem Trübsal herauszuholen, lädt er sie auf ein Eis ein. Dort gesteht er ihr, dass er sich schon vor sechs Monaten von seiner Freundin getrennt hat. Jess versucht ihn mit der Bedienung Priscilla zu verkuppeln, was besser gelingt als sie erwartet hat. Als dann Nick anruft um mit Jess zu sprechen, merkt Bob am Telefon, wieso Nick seiner Tochter so viel bedeutet. Er überredet sie, dass sie nach Los Angeles zurückkehrt. |           |                           |                       |                      |                                       |                   |                                 |              |
| 138 | 22        | Mutig sein                | Five Stars for Beezus | 4. Apr. 2017         | 10. Mai 2018                          | Erin O’Malley     | Elizabeth Meriwether            | 2,00 Mio.    |
| Jess will Nick an einer Lesung seines Buches überraschen. Als eine Zuhörerin die Frage stellt, wie sich die Beziehung zwischen Pepperwood und Jessica Night entwickeln wird, antwortet Nick, dass da nie etwas sein wird. Jess bezieht dies auf sich und verlässt überhastet die Buchhandlung. Doch Schmidt überzeugt Nick davon, dass er sehr wohl Gefühle für Jess hat, seit er sie das erste Mal gesehen hat. Jess kann aber nicht mehr und will aus dem Loft ausziehen. Cece hilft ihr beim Packen, als ihr Telefon klingelt. Da sie gerade draußen ist, nimmt Jess den Anruf entgegen. Es ist Sadie, ihre Frauenärztin, die ihr sagen will, dass sie schwanger ist. Jess legt aber auf und so probiert es Sadie nochmals, dieses Mal nimmt Aly ab. Winston bekommt es mit und muss es sogleich Schmidt erzählen. So wissen nun alle außer Cece selbst, dass sie schwanger ist. Als Jess alles gepackt hat, macht Winston noch einen letzten Versuch, sie davon abzuhalten zu gehen. Er ruft seinen Vater an, dessen Nummer er von Aly erhalten hat, weil sie ihn ausfindig machen konnte. Bisher hat er sich nicht getraut und er will Jess damit zeigen, dass man Mut haben muss. Doch Jess hat sich entschieden und geht. Als im Zügelwagen „Time of my life“ läuft, realisiert sie aber, dass sie einen Fehler gemacht hat und läuft zurück zum Loft, wo Nick sie schon sucht. Da sie aber keinen Schlüssel mehr hat, kommt sie nicht mehr ins Haus. Nick will zu ihr runterkommen, Jess kann aber nicht warten, als jemand das Haus verlässt. So brauchen sie einige Versuche bis sie sich endlich gegenüberstehen und dann zusammen im Aufzug nach oben fahren und sich küssen. |           |                           |                       |                      |                                       |                   |                                 |              |

## DVD-Veröffentlichung
In den Vereinigten Staaten wurde die DVD zur sechsten Staffel am 5. Juni 2018 veröffentlicht. In Deutschland ist die DVD zur sechsten Staffel noch nicht erschienen.